# Gazomètre de Florence
L'ancien gazomètre de Florence est situé dans la via dell' Anconella, à Florence. Il s'agit d'un rare exemple d'archéologie industrielle subsistant dans la ville.

## Histoire et description
L'ancien gazomètre est l'un des rares vestiges de l'archéologie industrielle du XIXe siècle restant à Florence. En fait, il a été construit à partir de 1846, puis agrandi en 1896. Sa fonction était de stocker et de régler la pression du gaz de ville, c'est-à-dire du gaz (monoxyde de carbone) produit par la combustion partielle du charbon, et qui a été utilisé pour l'usage domestique, le chauffage et l'éclairage.
Avec la diffusion de l'utilisation du gaz méthane ces établissements sont devenus obsolètes dans toute l'Europe, étant soit démolis, soit réutilisés pour d'autres fonctions. À Florence, bien qu'actuellement le projet de construction de logements « bioclimatiques » semble avoir disparu, les espaces de l'usine semblent destinés à devenir une salle de jeu et un centre de rassemblement.
Le gazomètre, de plan circulaire, est composé d'une base en ciment et sa partie supérieure est en acier. Une particularité est la décoration composée de bulbes pointus sur les éléments verticaux.

## Autres images

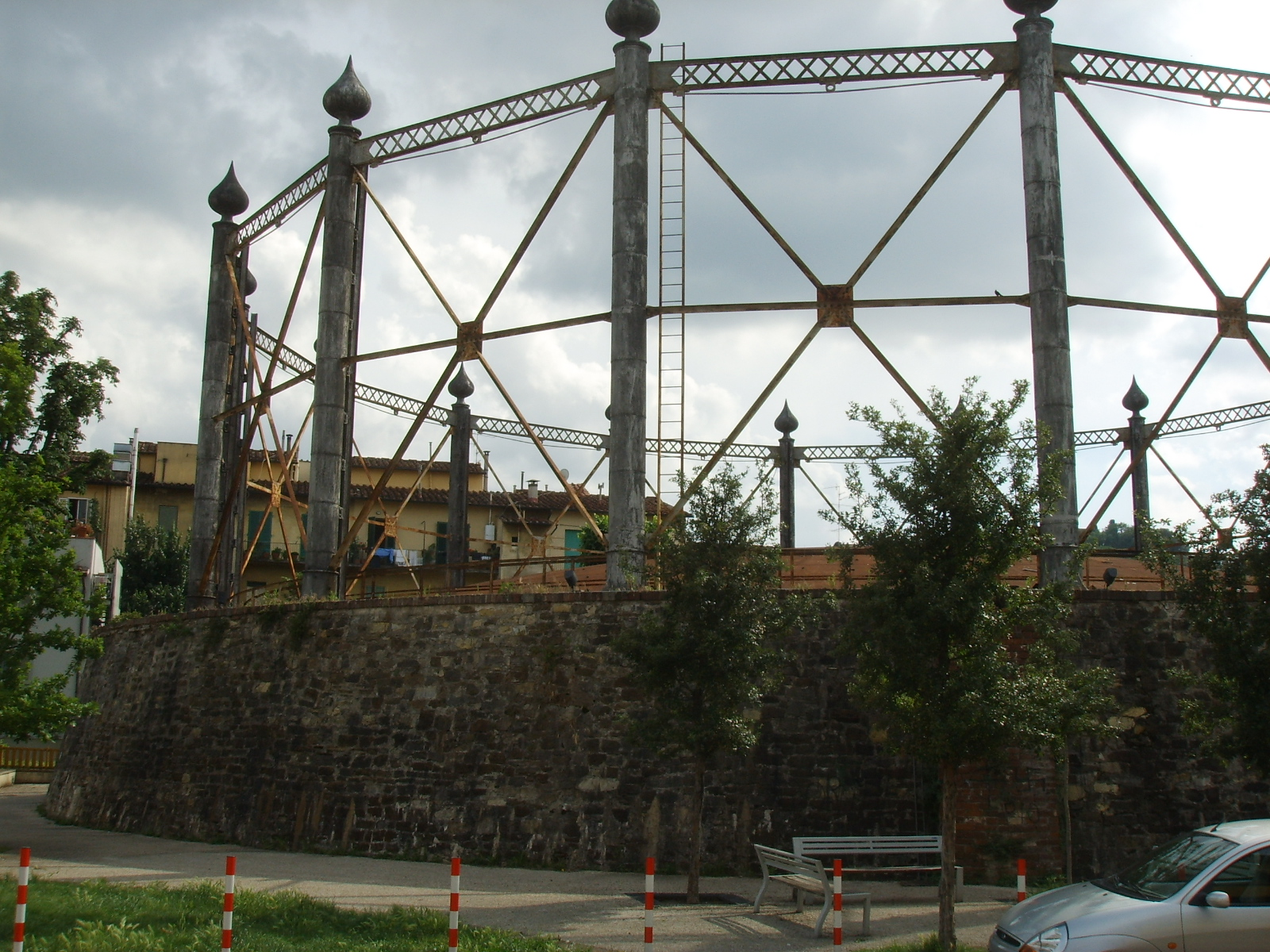
Détail de la structure
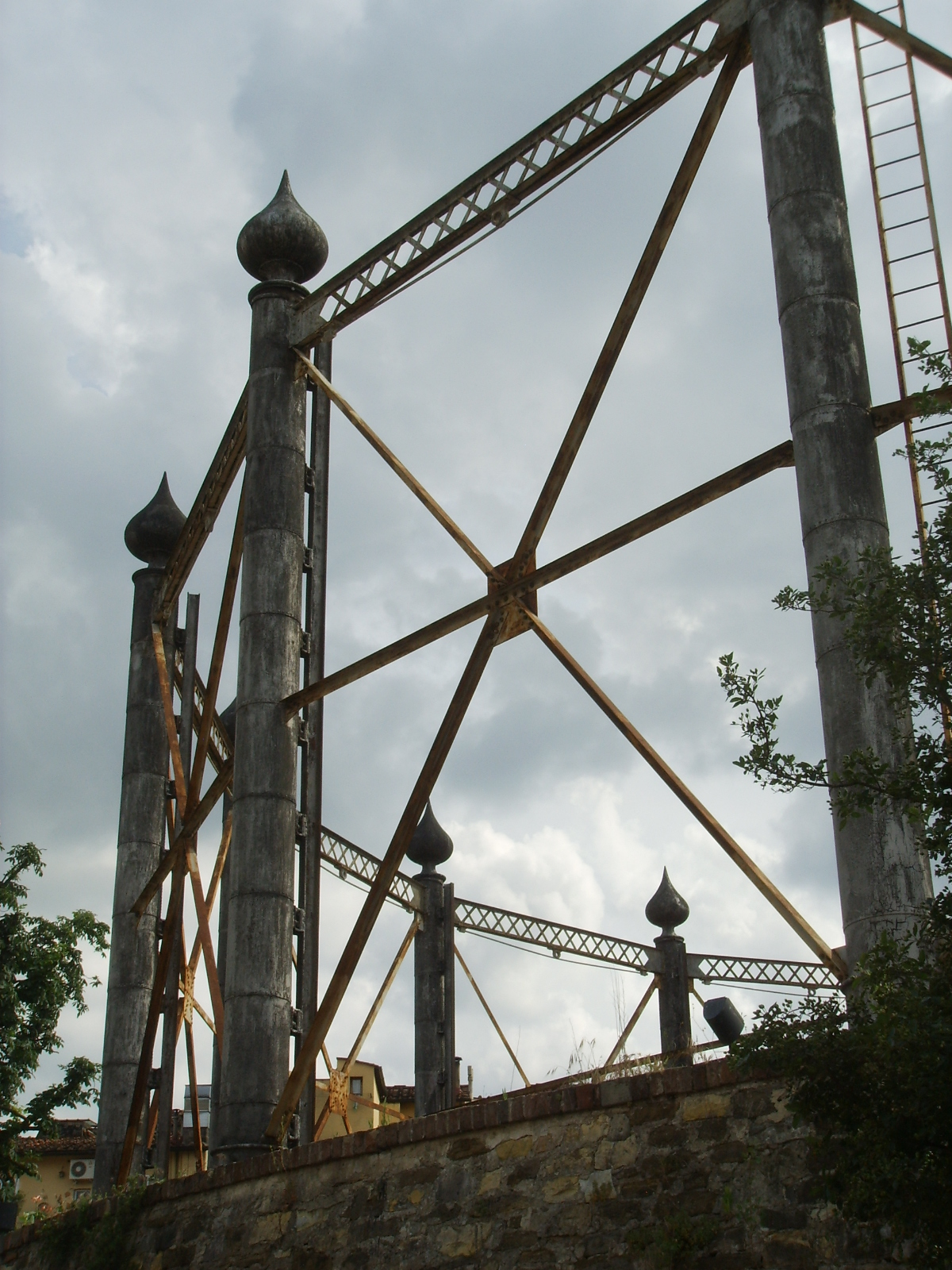
Détail de la structure